# Wasilij Aborienkow
Wasilij Wasiliewicz Aborienkow, ros. Василий Васильевич Аборенков (ur. 3 kwietnia?/16 kwietnia 1901 we wsi Perewertka w guberni twerskiej, zm. 16 kwietnia 1954 w Moskwie) – radziecki wojskowy, generał porucznik artylerii od 25 marca 1943; laureat Nagrody Stalinowskiej w 1942.

## Życiorys
Był członkiem WKP(b) od 1919.
W lutym 1918 wstąpił do RChACz, ukończył 1 Dowódcze Kursy Artyleryjskie. W czasie wojny domowej jako dowódca baterii brał udział w walkach pod Piotrogradem, na Zachodnim i Wschodnim Froncie.
Od 1921 był szefem łączności, a następnie dowódcą baterii dywizjonu. W 1930 ukończył Wojskową Akademię Techniczną RChACz, został wykładowcą w tej akademii i w Wojskowej Akademii Chemicznej. Od 1936 był szefem oddziału Instytutu Naukowo-Badawczego RChACz. Od 1937 pełnił służbę w Zarządzie Artylerii RChCzA, był starszym zastępcą szefa, a od 1940 szefem oddziału Zarządu Artylerii RChACz. Był jednym z organizatorów przyjęcia na uzbrojenie armii moździerzy rakietowych – «Кatiusz» (BM-13 «Katiusza», BM-8).
Brał udział w wojnie radziecko-fińskiej 1939–1940.
Od lipca 1941 był zastępcą szefa Głównego Zarządu Artylerii Armii Czerwonej i szefem Wydziału Specjalnego Uzbrojenia Artyleryjskiego. W styczniu 1942 został dowódcą gwardyjskich oddziałów moździerzy rakietowych (Katiusz) Stawki. W latach 1942–1946 był szefem Głównego Wojskowego Zarządu Chemicznego Armii Czerwonej, jednocześnie od 4 maja 1942 – zastępcą Ludowego Komisarza Obrony ZSRR do spraw obrony chemicznej i gwardyjskich oddziałów moździerzy rakietowych. W 1943 został mianowany generałem porucznikiem artylerii.
Od 7 lutego 1947 do 7 kwietnia 1948 był szefem katedry Wojskowej Akademii Obrony Przeciwchemicznej, po czym został przeniesiony do rezerwy.

## Awanse generalskie
- generał major artylerii[6];
- generał porucznik artylerii[7].

## Odznaczenia
- Order Lenina
- Order Czerwonego Sztandaru
- Order Kutuzowa II klasy
- Order Czerwonej Gwiazdy

I 3 medale.